# 마젤란-엘카노 주항

주항 지도

마젤란-엘카노 주항은 인간 역사 상 첫 세계일주이다. 1519년 페르디난드 마젤란이 이끄는 탐험대가 세비야에서 출발하였다.

## 배
- 산안토니오
- 빅토리아
- 콘셉시온
- 산티아고
- 트리니다드

## 저명한 선원
- 루이스 데 멘도사 (1520년 사망)
- 가스파르 데 케사다 (1520년 사망)
- 후안 데 카르타헤나

## 같이 보기
- 대항해시대
- 필리핀의 역사
- 스페인 제국